# Episodi di Hot Streets
Elenco degli episodi della serie televisiva animata Hot Streets.
L'episodio pilota è stato trasmesso negli Stati Uniti, da Adult Swim, il 4 dicembre 2016. La prima stagione, composta da 10 episodi, è stata trasmessa negli Stati Uniti, da Adult Swim, dal 14 gennaio all'11 febbraio 2018. La seconda stagione viene trasmessa negli Stati Uniti, da Adult Swim, dal 24 febbraio 2019. n Italia la serie è inedita.
| nº               | Titolo originale              | Prima TV USA     |
| Prima stagione   | Prima stagione                | Prima stagione   |
| ---------------- | ----------------------------- | ---------------- |
| 1                | Got a Minute for Love?        | 14 gennaio 2018  |
| 2                | Snake Island                  | 14 gennaio 2018  |
| 3                | Super Agent                   | 21 gennaio 2018  |
| 4                | The Egg                       | 21 gennaio 2018  |
| 5                | Nursery Rhyme Land            | 28 gennaio 2018  |
| 6                | Operation Large and in Charge | 28 gennaio 2018  |
| 7                | The Bractegon                 | 4 febbraio 2018  |
| 8                | The Ballad of Autumn Gold     | 5 febbraio 2018  |
| 9                | Squid of the Dead             | 11 febbraio 2018 |
| 10               | The Final Stand               | 11 febbraio 2018 |
| Seconda stagione |                               |                  |
| 1                | Creamy Zeus                   | 24 febbraio 2019 |
| 2                | The Moon Masters              | 24 febbraio 2019 |
| 3                | Super Agent 2                 | 3 marzo 2019     |
| 4                | Bad Boy Bugs                  | 3 marzo 2019     |